# Phacellodomus sibilatrix
El espinero chico (en Argentina, Paraguay y Uruguay) (Phacellodomus sibilatrix), también denominado tíotío chico (en Uruguay), es una especie de ave paseriforme de la familia Furnariidae perteneciente al género Phacellodomus. Es nativa del centro sur de América del Sur.

## Distribución y hábitat
Se encuentra en el extremo sur de Bolivia (suroeste de Santa Cruz), oeste de Paraguay, norte de Argentina (hacia el sur hasta el este de La Rioja, norte de San Luis, centro de Córdoba y norte de Buenos Aires) y suroeste de Uruguay. En 2012 fue registrada por primera vez en Brasil, en el extremo suroeste de Rio Grande do Sul, en Barra do Quaraí.
Esta especie es considerada bastante común en su hábitat natural: los montes con densos arbustos de la región del chaco, hasta los 2000 m de altitud en el norte argentino.

## Descripción
Mide entre 13 y 14 cm de longitud y pesa entre 14 y 16 g. Recuerda a Phacellodomus rufifrons pero es marcadamente menor y con menos rufo en la corona. Es pardusco en general, con hombros rufos y algún rufo en las plumas externas de la cola. Se parece con un canastero (Asthenes) grande y abultado pero con un distintivo pico robusto, de gruesa base azul grisácea.

## Estado de conservación
La especie no se encuentra amenazada.

## Comportamiento
Forrajea en pares o en pequeños grupos y a menudo bastante confiantes. A pesar de ser principalmente arborícola, regularmente baja al suelo para alimentarse. No es migratorio.

### Alimentación
Su dieta se compone de insectos y otros artrópodos.

### Reproducción
Como otros de su género, construye un nido esférico, cubierto, hecho de ramitas y palitos. Como esta especie es pequeña, a menudo el nido cuelga cerca de la punta de una rama baja y fina. A menudo es de perfil triangular, un vértice donde cuelga de la rama, y la entrada formando otro vértice del triángulo; a menudo hacen una entrada falsa hacia el topo del nido. Fue registrado nidificando en áreas compuestas de espinillos Acacia caven y Parkinsonia aculeata, ñandubay Prosopis affinis y algarrobo Prosopis nigra.

### Vocalización
El canto es una serie bien enunciada de notas estridentes «chiip» que descienden ligeramente.

## Sistemática

### Descripción original
La especie P. sibilatrix fue descrita por primera vez por el zoólogo británico Philip Lutley Sclater en 1879 bajo el mismo nombre científico; sin localidad tipo = presumiblemente «Córdoba, Argentina».

### Etimología
El nombre genérico masculino «Phacellodomus» deriva del griego «phakellos»: amontonado de palitos, y «domos»: casa; en referencia al típico nido de estas especies; y el nombre de la especie «sibilatrix», proviene del latín «sibilator, sibilatoris»: silbador.

### Taxonomía
Es hermana de Phacellodomus striaticeps, con base en estudios filogenéticos. Es monotípica. A raíz de su reciente descubrimiento en Brasil, ha sido incluida en la Lista de Aves de Brasil, 2014, por el Comité Brasileño de Registros Ornitológicos (CBRO).